# Avatar: The Way of Water
Avatar: The Way of Water is een Amerikaanse epische sciencefictionfilm uit 2022, geregisseerd door James Cameron, die samen met Rick Jaffa en Amanda Silver het scenario schreef van een verhaal dat het trio schreef met Josh Friedman en Shane Salerno. Het is de tweede film in de Avatar- franchise van Cameron, na Avatar (2009). Cameron produceert de film met Jon Landau. De castleden Sam Worthington, Zoe Saldaña, Stephen Lang, Giovanni Ribisi, Joel David Moore, Dileep Rao, CCH Pounder en Matt Gerald hernemen allemaal hun rollen uit de originele film, waarbij Sigourney Weaver ook terugkeert in een andere rol. De nieuwe castleden zijn onder meer Kate Winslet, Cliff Curtis, Edie Falco, Brendan Cowell en Jemaine Clement.
De film heeft wereldwijd $ 2,320 miljard opgebracht en overschreed de grens van een miljard dollar in 14 dagen, waarmee het de zesde snelste film is die dit deed.

## Verhaal
Meer dan tien jaar nadat de Na'vi de menselijke invasie van Pandora door de Resources Development Administration (RDA) hebben afgeslagen, leeft Jake Sully als leider van de Omaticaya-clan en sticht hij een gezin met Neytiri, waaronder de zonen Neteyam en Lo'ak, dochter Tuk, geadopteerde dochter Kiri (geboren uit de inerte avatar van Grace Augustine), en een mensenjongen genaamd Spider, de zoon van kolonel Miles Quaritch die werd geboren op Pandora en vanwege zijn kindertijd niet in cryostase naar de aarde kon worden vervoerd. Tot ongenoegen van de Na'vi keert de RDA terug om Pandora voor te bereiden op menselijke kolonisatie, terwijl de aarde op sterven ligt. Onder de nieuwkomers zijn 'recombinanten', Na'vi-avatars geïmplanteerd met de geest en herinneringen van overleden menselijke soldaten, met Quaritch's recombinant als hun leider.
Jake organiseert een guerrillacampagne tegen de aanvoerlijnen van de RDA, maar Quaritch en zijn ondergeschikten voeren een counterinsurgency-missie uit tegen Jake en nemen zijn kinderen gevangen. Jake en Neytiri arriveren en bevrijden hen, maar Spider wordt meegenomen door Quaritch, die hem herkent als zijn zoon. Hij besluit tijd met hem door te brengen om Spider aan zijn zijde te krijgen, en op zijn beurt leert Spider Quaritch over de Na'vi-cultuur en taal. Zich bewust van het gevaar dat Spider's kennis van zijn verblijfplaats vormt voor hun veiligheid, verbannen Jake en zijn familie zich uit de Omaticaya en trekken ze zich terug in de Metkayina-rifmensenclan aan de oostkust van Pandora. Hoewel Jake en zijn familie onderdak krijgen, worden ze door sommige stamleden met afkeer bekeken vanwege hun menselijke afkomst. Niettemin leert de familie de gewoonten van de rifmensen kennen, ontwikkelt Kiri een spirituele band met de zee en haar wezens, en raakt Lo'ak bevriend met Tsireya, de dochter van clanhoofd Tonowari en zijn vrouw Ronal.
Lo'ak krijgt ruzie met Tsireya's broer Aonung. Wanneer hij terugkeert om zich te verontschuldigen op Jake's aandringen, verleiden Aonung en zijn vrienden hem tot een reis naar het territorium van een gevaarlijk zeeroofdier en laten hem achter. Lo'ak wordt gered en raakt bevriend met Payakan, een Tulkun - een intelligente en pacifistische walvisachtige soort die de Metkayina als hun spirituele familie beschouwen. Bij zijn terugkeer neemt Lo'ak de schuld op zich en wint hij Aonungs vriendschap, maar hij krijgt te horen dat Payakan een outcast is onder zijn soort. Tijdens een reis naar de Metkayina's Spirit Tree, verbindt Kiri zich ermee om haar moeder te ontmoeten, maar krijgt een gewelddadige aanval. Ze wordt genezen door Ronal, maar wanneer Jake Norm Spellman en Max Patel om hulp roept, kan Quaritch ze volgen naar de archipel waar de rifmensen leven. Hij neemt Spider mee en commandeert een walvisvaarder die op Tulkuns jaagt om hun hersenenzymen te oogsten voor anti-verouderingsremedies genaamd amrita. Quaritch begint de inheemse stammen brutaal te ondervragen over de locatie van Jake; wanneer dit vruchteloos blijkt, beveelt hij de walvisbemanning om Tulkuns moedwillig te doden om Jake eruit te halen. Lo'ak verbindt zich mentaal met Payakan en ontdekt dat de Tulkun werd verdreven omdat hij tegen de pacifistische manieren van zijn soort inging en de walvisvaarders aanviel die zijn moeder vermoordden, wat resulteerde in de dood van veel Tulkun en Na'vi.
Wanneer de Metkayina horen van de Tulkun-moorden, vertrekt Lo'ak om Payakan te waarschuwen, gevolgd door zijn broers en zussen, Tsireya, Aonung en Rotxo. Ze vinden dat Payakan wordt achtervolgd door de walvisjagers, en Lo'ak, Tsireya en Tuk worden gevangen genomen door Quaritch. Nu hun kinderen in gevaar zijn, gaan Jake, Neytiri en de Metkayina op pad om de mensen te confronteren. Quaritch dwingt Jake zich over te geven, maar als hij ziet dat Lo'ak in gevaar is, valt Payakan de walvisjagers aan, wat een gevecht veroorzaakt dat het grootste deel van de bemanning doodt en het schip verlamt. Neteyam redt Lo'ak, Tsireya en Spider, maar wordt dodelijk neergeschoten. Jake staat tegenover Quaritch, die Kiri als gijzelaar gebruikt. Wanneer Neytiri hetzelfde doet met Spider, ontkent Quaritch aanvankelijk zijn relatie met hem, maar houdt ermee op wanneer Neytiri Spider in de borst snijdt.
Jake, Quaritch, Neytiri en Tuk komen vast te zitten in het zinkende schip. Jake wurgt Quaritch tot bewusteloosheid en wordt gered door Lo'ak en Payakan, terwijl Kiri zeedieren oproept om haar te helpen Neytiri en Tuk te redden. Spider redt Quaritch, maar doet afstand van zijn wreedheid en voegt zich weer bij Jake's familie. Na de begrafenis van Neteyam informeert Jake Tonowari en Ronal over zijn beslissing om de Metkayina te verlaten. Tonowari identificeert hem echter respectvol als onderdeel van de clan en verwelkomt zijn familie om te blijven. Jake en zijn familie accepteren en smeden een nieuw leven op zee, waarbij Jake belooft te blijven vechten tegen de menselijke indringers.

## Rolverdeling
| Acteur              | Personage                |
| ------------------- | ------------------------ |
| Sam Worthington     | Jake Sully               |
| Zoe Saldaña         | Neytiri                  |
| Sigourney Weaver    | Kiri                     |
| Sigourney Weaver    | Dr. Grace Augustine      |
| Stephen Lang        | Kolonel Miles Quaritch   |
| Kate Winslet        | Ronal                    |
| Cliff Curtis        | Tonowari                 |
| Joel David Moore    | Dr. Norm Spellman        |
| CCH Pounder         | Mo'at                    |
| Edie Falco          | Generaal Frances Ardmore |
| Brendan Cowell      | Kapitein Mick Scoresby   |
| Jemaine Clement     | Dr. Ian Garvin           |
| Jamie Flatters      | Neteyam Sully            |
| Britain Dalton      | Lo'ak Sully              |
| Trinity Jo-Li Bliss | Tuk Sully                |
| Jack Champion       | Miles "Spider" Socorro   |
| Bailey Bass         | Tsireya                  |
| Filip Geljo         | Aonung                   |
| Duane Evans Jr.     | Rotxo                    |
| Giovanni Ribisi     | Parker Selfridge         |
| Dileep Rao          | Dr. Max Patel            |
| Matt Gerald         | Korporaal Lyle Wainfleet |
| Robert Okumu        | Ta'unui Olecthan         |
| Jennifer Stafford   | Ta'unui Tsahik           |
| Keston John         | Tarsem                   |
| Alicia Vela-Bailey  | Zdinarsk                 |
| Vela-Bailey         | Ikeyni                   |
| CJ Jones            | Metkayina Tolk           |

## Productie
Cameron had in 2006 verklaard dat hij vervolgen op Avatar zou willen maken als de eerste film een succes zou zijn. Hij kondigde de eerste twee vervolgen in 2010 aan na het wijdverbreide succes van de eerste film, waarbij Avatar 2 mikte op een release in 2014. De daaropvolgende wens was om nog drie sequels te produceren, en de noodzaak om nieuwe technologie te ontwikkelen om scènes onder water vast te leggen. Die prestatie was nog nooit eerder bereikt. Al met al leidde het tot aanzienlijke vertragingen, zodat men meer tijd had om aan het schrijven, de pre-productie en de visuele effecten te werken. De bioscooprelease van de film is onderhevig geweest aan acht vertragingen, de laatste vond plaats op 23 juli 2020. Op 14 december 2022 was de definitieve release in Nederland. De volgende drie sequels (Avatar 3, Avatar 4 en Avatar 5) zouden respectievelijk op 20 december 2024, 18 december 2026 en 22 december 2028 worden uitgebracht.
De eerste opnames voor de film begonnen op 15 augustus 2017 in Manhattan Beach, Californië, gevolgd door de hoofdopnames gelijktijdig met Avatar 3 in Nieuw-Zeeland op 25 september 2017; de opnames eindigden eind september 2020, na meer dan drie jaar van filmen.

## Release en ontvangst
De film ging in première op 6 december 2022 in de Odeon Luxe Leicester Square op West End in Londen. Op 14 december 2022 werd de film uitgebracht in de Belgische en Nederlandse bioscopen. Ondanks een teleurstellend openingsweekend in de Verenigde Staten met 134 miljoen dollar, bracht de film wereldwijd op amper veertien dagen tijd al een miljard dollar op. De film kreeg overwegend positieve kritieken van de filmcritici, met een score van 77% op Rotten Tomatoes, gebaseerd op 391 beoordelingen. Op Metacritic heeft de film een gemiddelde score van 67/100, gebaseerd op 86 recensies.

## Prijzen en nominaties
De belangrijkste:
| Jaar | Prijs                       | Categorie              | Genomineerde(n)                                                                                           | Uitslag     |
| ---- | --------------------------- | ---------------------- | --- | ----------- |
| 2022 | National Board of Review    | Top Ten films          | Top Ten films                                                                                             | Gewonnen    |
| 2023 | Golden Globes               | Beste dramafilm        | Beste dramafilm                                                                                           | Genomineerd |
| 2023 | Golden Globes               | Beste regisseur        | James Cameron                                                                                             | Genomineerd |
| 2023 | Critics' Choice Awards      | Beste film             | Beste film                                                                                                | Genomineerd |
| 2023 | Critics' Choice Awards      | Beste regisseur        | James Cameron                                                                                             | Genomineerd |
| 2023 | Critics' Choice Awards      | Beste camerawerk       | Russell Carpenter                                                                                         | Genomineerd |
| 2023 | Critics' Choice Awards      | Beste productieontwerp | Dylan Cole, Ben Procter & Vanessa Cole                                                                    | Genomineerd |
| 2023 | Critics' Choice Awards      | Beste montage          | Stephen E. Rivkin, David Brenner, John Refoua & James Cameron                                             | Genomineerd |
| 2023 | Critics' Choice Awards      | Beste visuele effecten | Beste visuele effecten                                                                                    | Gewonnen    |
| 2023 | British Academy Film Awards | Beste geluid           | Christopher Boyes, Michael Hedges, Julian Howarth, Gary Summers & Gwendoyln Yates Whittle                 | Genomineerd |
| 2023 | British Academy Film Awards | Beste visuele effecten | Richard Baneham, Daniel Barrett, Joe Letteri & Eric Saindon                                               | Gewonnen    |
| 2023 | Satellite Awards            | Beste dramafilm        | Beste dramafilm                                                                                           | Genomineerd |
| 2023 | Satellite Awards            | Beste regisseur        | James Cameron                                                                                             | Gewonnen    |
| 2023 | Satellite Awards            | Beste cinematografie   | Russell Carpenter                                                                                         | Genomineerd |
| 2023 | Satellite Awards            | Beste productieontwerp | Dylan Cole & Ben Procter                                                                                  | Genomineerd |
| 2023 | Satellite Awards            | Beste visuele effecten | Joe Letteri, Eric Saindon, Richard Baneham & Daniel Barrett                                               | Gewonnen    |
| 2023 | Satellite Awards            | Beste geluid           | Christopher Boyes, Gwendolyn Yates Whittle, Dick Bernstein, Gary Summers, Michael Hedges & Julian Howarth | Genomineerd |
| 2023 | Academy Awards (Oscars)     | Beste film             | Beste film                                                                                                | Genomineerd |
| 2023 | Academy Awards (Oscars)     | Beste productieontwerp | Dylan Cole, Ben Procter & Vanessa Cole                                                                    | Genomineerd |
| 2023 | Academy Awards (Oscars)     | Beste geluid           | Julian Howarth, Gwendolyn Yates Whittle, Dick Bernstein, Christopher Boyes, Gary Summers & Michael Hedges | Genomineerd |
| 2023 | Academy Awards (Oscars)     | Beste visuele effecten | Joe Letteri, Richard Baneham, Eric Saindon & Daniel Barrett                                               | Gewonnen    |